# میس بالا
میس بالا (به انگلیسی: Miss Bala) نام فیلمی است در ژانر اکشن و هیجانی محصول ۲۰۱۹ آمریکا. فیلم را کاترین هاردویک کارگردانی کرده و سناریوی آن را گرت دانت-الکوسر بر اساس فیلمی مکزیکی به همین نام نوشته است. جینا رودریگز، ایزمائل کروس کوردوبا و آنتونی مکی در میس بالا به ایفای نقش پرداخته‌اند.

## داستان
گلوریا فوئنتس یک چهره‌پرداز آمریکایی مکزیکی‌تبار است. او برای کمک به دوست قدیمی‌اش برای آماده شدن در یک مسابقات ملکهٔ زیبایی به نام میس باخا به تیخوانا در مکزیک می‌رود. ولی شبی در یک دیسکو گرفتار تیراندازی باندهای مافیایی شده، و اگرچه زنده در می‌رود ولی دوستش سوسو ناپدید می‌گردد. گلوریا در جستجوی سوسو به پلیس مراجعه می‌کند ولی مأمور پلیس او را تحویل همان باند مافیایی مهاجم شب قبل می‌دهد. آنها هم او را مجبور می‌کنند تا برای آنها پول و اسلحه از مرز مبادله کند. 